# Sanjar Zokirov
Sanjar Zokirov (ur. 6 stycznia 1983) – uzbecki judoka. Olimpijczyk z Aten 2004, gdzie odpadł w eliminacjach w wadze ektralekkiej.
Uczestnik mistrzostw świata w 2003 i 2005. Startował w Pucharze Świata w latach 2001, 2002, 2004 i 2006. Piąty na igrzyskach azjatyckich w 2002. Wicemistrz Azji w 2003 roku.

## Letnie Igrzyska Olimpijskie 2004
| Konkurencja | Eliminacje                | Klas. końcowa |
| Konkurencja | Przeciwnik I              | Miejsce       |
| ----------- | ------------------------- | ------------- |
| 60 kg       | Rewazi Zindiridis (GRE) P | I runda.      |